# Liste des présidents de Nauru
Pour un article plus général, voir Président de la république de Nauru.
Voici une liste des présidents de Nauru depuis l'indépendance le 31 janvier 1968.

## Liste
| N°   | N° | Portrait          | Nom                            | Mandat            | Mandat            | Mandat                     | Parti           |
| N°   | N° | Portrait          | Nom                            | Début             | Fin               | Durée                      | Parti           |
| ---- | -- | ----------------- | ------------------------------ | ----------------- | ----------------- | -------------------------- | --------------- |
| 1    | 1  | Hammer DeRoburt   | Hammer DeRoburt (1922-1992)    | 31 janvier 1968   | 22 décembre 1976  | 8 ans, 10 mois et 21 jours | Indépendant     |
| 2    | 2  |                   | Bernard Dowiyogo (1946-2003)   | 22 décembre 1976  | 19 avril 1978     | 1 an, 3 mois et 28 jours   | Parti Nauru     |
| 3    | 3  |                   | Lagumot Harris (1938-1999)     | 19 avril 1978     | 15 mai 1978       | 26 jours                   | Indépendant     |
| (1)  | 4  | Hammer DeRoburt   | Hammer DeRoburt (1922-1992)    | 15 mai 1978       | 17 septembre 1986 | 8 ans, 4 mois et 2 jours   | Indépendant     |
| 4    | 5  |                   | Kennan Adeang (1942-2011)      | 17 septembre 1986 | 1er octobre 1986  | 14 jours                   | Parti démocrate |
| (1)  | 6  | Hammer DeRoburt   | Hammer DeRoburt (1922-1992)    | 1er octobre 1986  | 12 décembre 1986  | 2 mois et 11 jours         | Indépendant     |
| (4)  | 7  |                   | Kennan Adeang (1942-2011)      | 12 décembre 1986  | 22 décembre 1986  | 10 jours                   | Parti démocrate |
| (1)  | 8  | Hammer DeRoburt   | Hammer DeRoburt (1922-1992)    | 22 décembre 1986  | 17 août 1989      | 2 ans, 7 mois et 26 jours  | Indépendant     |
| 5    | 9  |                   | Kenos Aroi (1942-1991)         | 17 août 1989      | 12 décembre 1989  | 3 mois et 25 jours         | Indépendant     |
| (2)  | 10 |                   | Bernard Dowiyogo (1946-2003)   | 12 décembre 1989  | 22 novembre 1995  | 5 ans, 11 mois et 10 jours | Parti Nauru     |
| (3)  | 11 |                   | Lagumot Harris (1938-1999)     | 22 novembre 1995  | 11 novembre 1996  | 11 mois et 20 jours        | Indépendant     |
| (2)  | 12 |                   | Bernard Dowiyogo (1946-2003)   | 11 novembre 1996  | 26 novembre 1996  | 15 jours                   | Parti Nauru     |
| (4)  | 13 |                   | Kennan Adeang (1942-2011)      | 26 novembre 1996  | 19 décembre 1996  | 23 jours                   | Parti démocrate |
| 6    | 14 |                   | Ruben Kun (1942-2014)          | 19 décembre 1996  | 12 février 1997   | 1 mois et 24 jours         | Indépendant     |
| 7    | 15 | Kinza Clodumar    | Kinza Clodumar (1945-2021)     | 12 février 1997   | 18 juin 1998      | 1 an, 4 mois et 6 jours    | Parti centriste |
| (2)  | 16 |                   | Bernard Dowiyogo (1946-2003)   | 18 juin 1998      | 27 avril 1999     | 10 mois et 9 jours         | Parti Nauru     |
| 8    | 17 |                   | René Harris (1947-2008)        | 27 avril 1999     | 29 avril 2000     | 1 an et 2 jours            | Indépendant     |
| (2)  | 18 |                   | Bernard Dowiyogo (1946-2003)   | 29 avril 2000     | 30 mars 2001      | 11 mois et 1 jour          | Parti Nauru     |
| (8)  | 19 |                   | René Harris (1947-2008)        | 30 mars 2001      | 9 janvier 2003    | 1 an, 9 mois et 10 jours   | Indépendant     |
| (2)  | 20 |                   | Bernard Dowiyogo (1946-2003)   | 9 janvier 2003    | 17 janvier 2003   | 8 jours                    | Parti Nauru     |
| (8)  | 21 |                   | René Harris (1947-2008)        | 17 janvier 2003   | 18 janvier 2003   | 1 jour                     | Indépendant     |
| (2)  | 22 |                   | Bernard Dowiyogo (1946-2003)   | 18 janvier 2003   | 9 mars 2003       | 1 mois et 19 jours         | Parti Nauru     |
| 9    | 23 |                   | Derog Gioura (1932-2008)       | 10 mars 2003      | 29 mai 2003       | 2 mois et 19 jours         | Indépendant     |
| 10   | 24 | Ludwig Scotty     | Ludwig Scotty (né en 1948)     | 29 mai 2003       | 8 août 2003       | 2 mois et 10 jours         | Indépendant     |
| (8)  | 25 |                   | René Harris (1947-2008)        | 8 août 2003       | 22 juin 2004      | 10 mois et 14 jours        | Indépendant     |
| (10) | 26 | Ludwig Scotty     | Ludwig Scotty (né en 1948)     | 22 juin 2004      | 19 décembre 2007  | 3 ans, 5 mois et 27 jours  | Indépendant     |
| 11   | 27 | Marcus Stephen    | Marcus Stephen (né en 1969)    | 19 décembre 2007  | 10 novembre 2011  | 3 ans, 10 mois et 22 jours | Indépendant     |
| 12   | 28 | Frederick Pitcher | Frederick Pitcher (né en 1967) | 10 novembre 2011  | 15 novembre 2011  | 5 jours                    | Indépendant     |
| 13   | 29 | Sprent Dabwido    | Sprent Dabwido (1972-2019)     | 15 novembre 2011  | 11 juin 2013      | 1 an, 6 mois et 27 jours   | Indépendant     |
| 14   | 30 | Baron Waqa        | Baron Waqa (né en 1959)        | 11 juin 2013      | 27 août 2019      | 6 ans, 2 mois et 16 jours  | Indépendant     |
| 15   | 31 | Lionel Aingimea   | Lionel Aingimea (né en 1965)   | 27 août 2019      | 29 septembre 2022 | 3 ans, 1 mois et 2 jours   | Indépendant     |
| 16   | 32 | Russ Kun          | Russ Kun (né en 1975)          | 29 septembre 2022 | 25 octobre 2023   | 1 an et 26 jours           | Indépendant     |
| 17   | 33 | David Adeang      | David Adeang (né en 1969)      | 30 octobre 2023   | en fonction       | 1 an, 4 mois et 12 jours   | Indépendant     |

## Observation

### Records
- Mandat le plus long : Hammer DeRoburt (8 ans, 10 mois et 21 jours du 31 janvier 1968 au 22 décembre 1976)
- Mandat le plus court : René Harris (1 jour du 17 au 18 janvier 2003)
- Plus grand nombre de mandats : Bernard Dowiyogo (7 mandats)
- Plus jeune au moment de sa nomination : Bernard Dowiyogo (30 ans)
- Plus âgé au moment de sa nomination : Derog Gioura (70 ans)
- Président mort le plus jeune: Sprent Dabwido (à 46 ans)
- Président mort le plus âgé: Kinza Clodumar (à 76 ans)

### Président mort en cours de mandats
- Bernard Dowiyogo : mort le 9 mars 2003.

### Source
- (en) « Nauru », sur worldstatesmen.org